# Phanocerus bugnioni
Phanocerus bugnioni is een keversoort uit de familie beekkevers (Elmidae). De wetenschappelijke naam van de soort werd in 1902 gepubliceerd door Antoine Henri Grouvelle.